# Gasterse Duinen
Gasterse Duinen (Drents: Gaasterse Duun'n) is een natuurgebied in Gasteren dat bestaat uit zandruggen en natte veenkommen. Het gebied is in het Pleistoceen gevormd door landijs, smeltwater, sneeuwstormen en rivieren. Het natuurgebied valt onder het Drentsche Aa-gebied, een Natura 2000-gebied. Door het gebied loopt het Pieterpad.
In de middeleeuwen was dit gebied een verkeersknooppunt. Hiervan getuigen de karrensporen die nog steeds waarneembaar zijn.
Het gebied wordt begraasd door het Schoonebeker heideschaap en de Schotse Hooglander.
Aan zuidzijde van het gebied ligt hunebed D10.

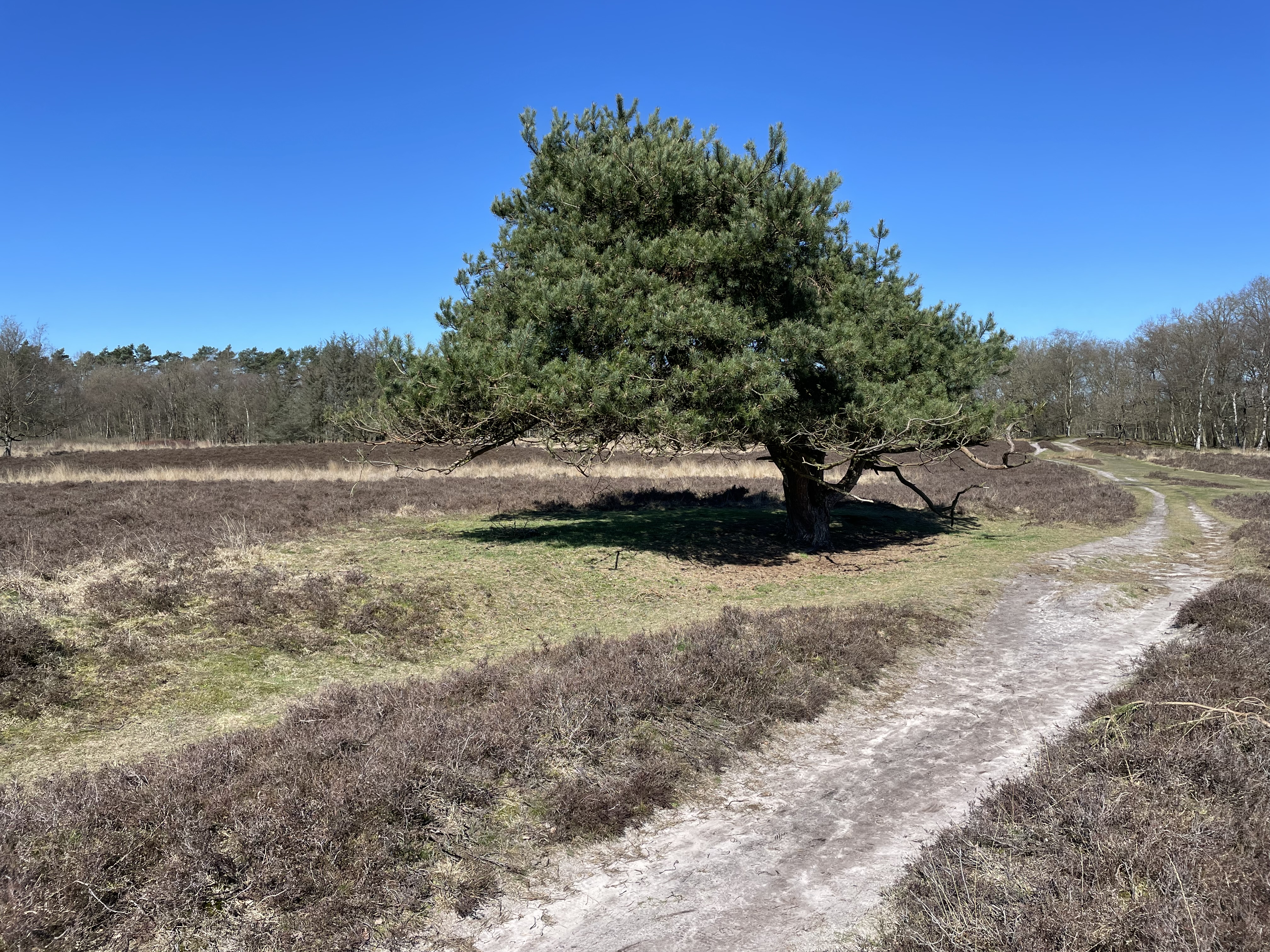
Gasterse Duinen
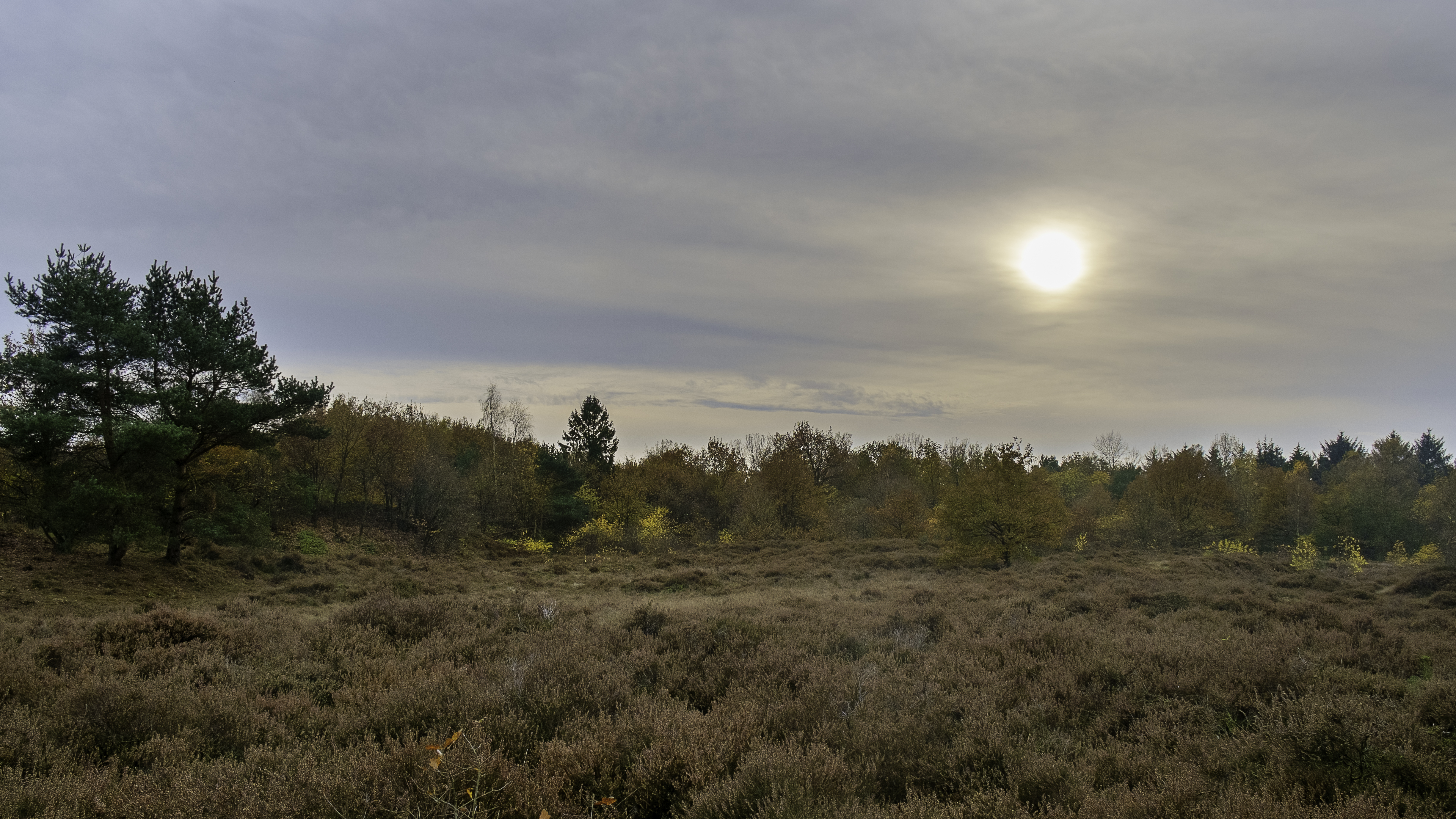
Gasterse Duinen bij schemering
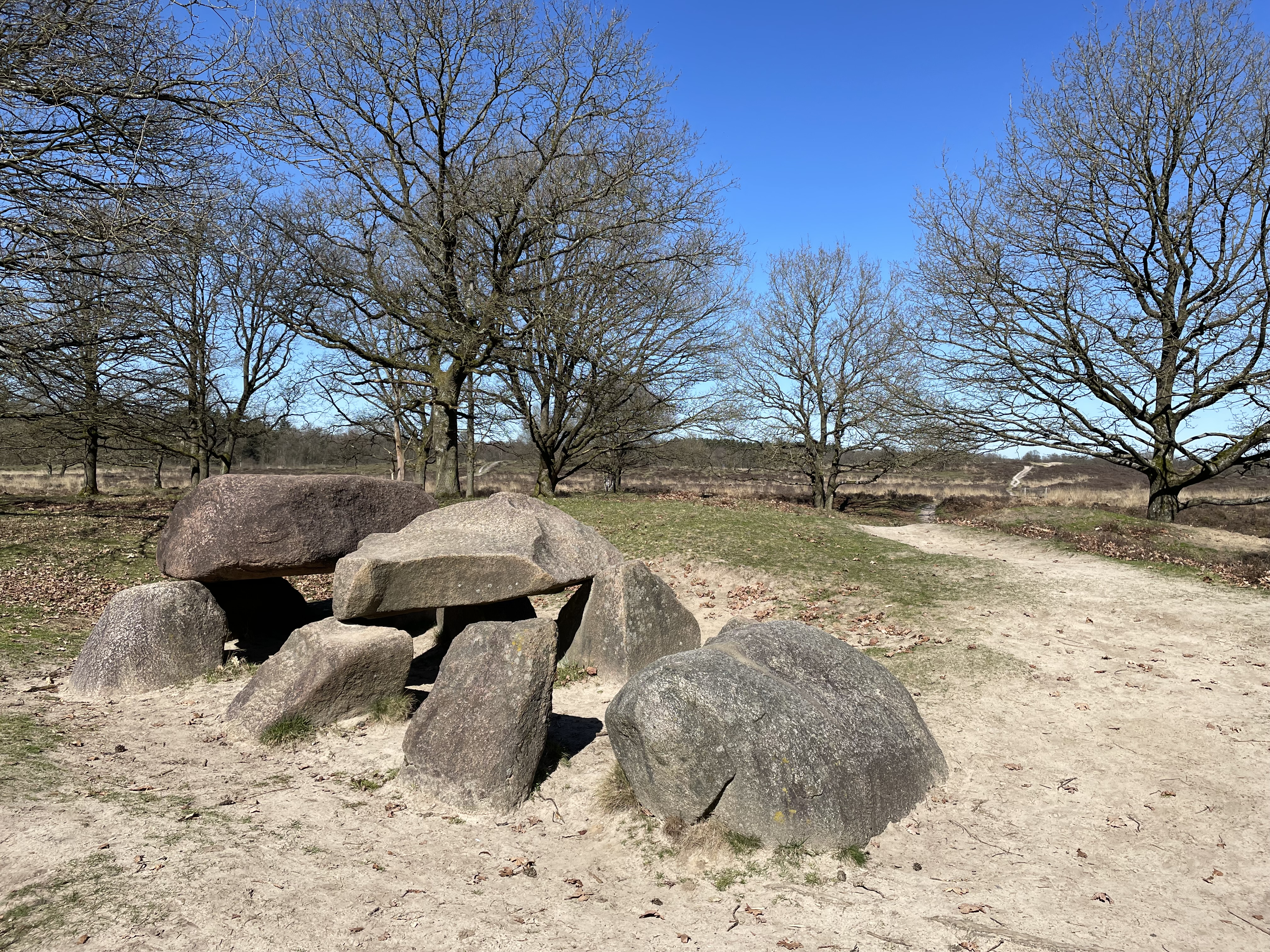
Hunebed D10
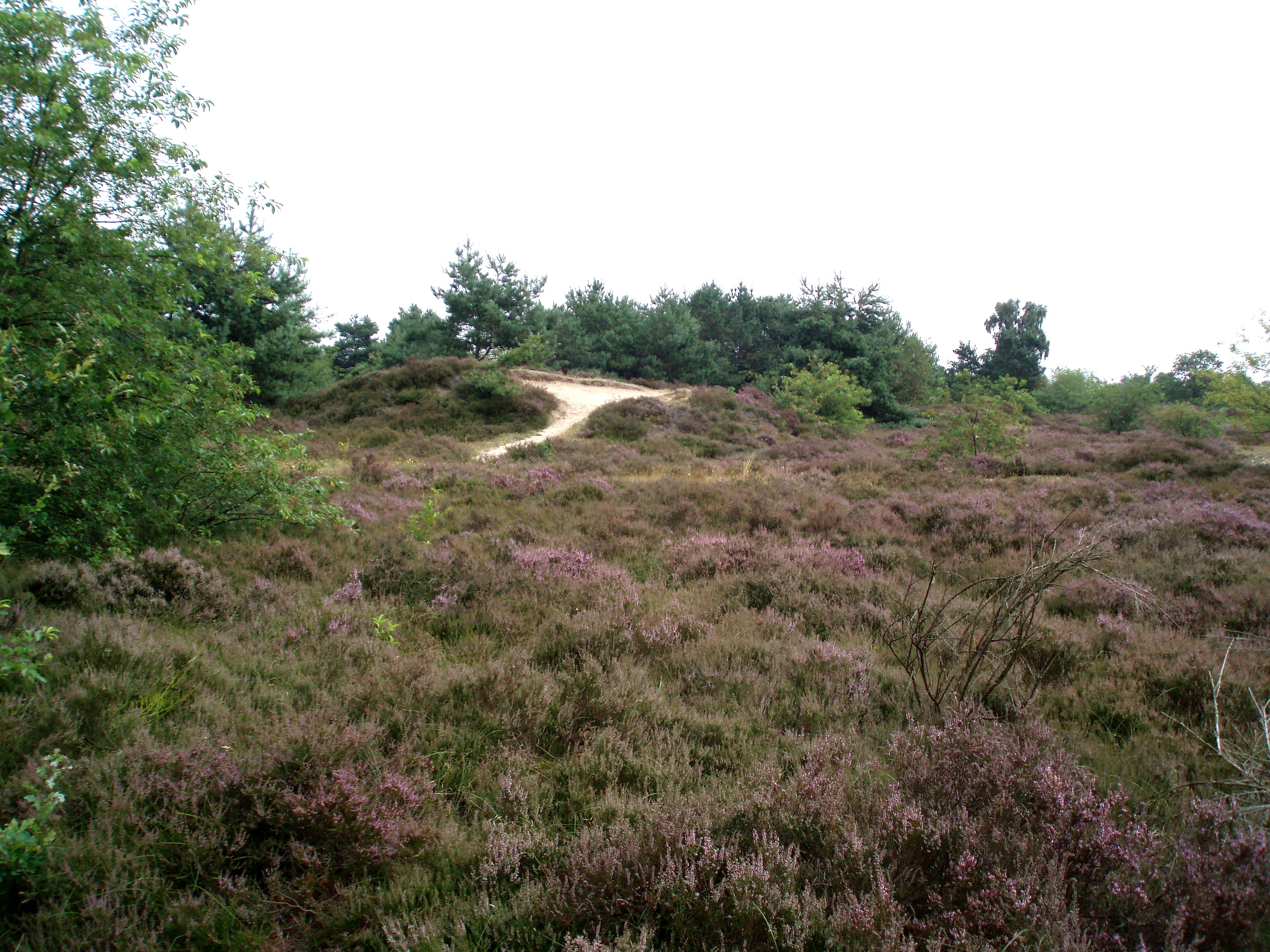
Heide in bloei in de Gasterse Duinen